# Famicom Detective Club
Famicom Detective Club (ファミコン探偵倶楽部 Famicom Tantei Club?) es una franquicia de videojuegos de aventura desarrollada y publicada por Nintendo para Family Computer Disk System. La primera entrada, The Missing Heir, (消えた後継者 Kieta Kōkeisha?) fue lanzado en 1988, seguido de una precuela lanzada al año siguiente titulada The Girl Who Stands Behind. (うしろに立つ少女 Ushiro ni Tatsu Shōjo?, también conocido como Famicom Tantei Club Part II) en ambos juegos, el jugador asume el papel de un joven que resuelve misterios de asesinatos en el campo japonés.
La duología fue el primer proyecto de escritura para Yoshio Sakamoto, antes de que encontrara un mayor éxito y reconocimiento con Metroid. Los juegos se inspiraron en The Portopia Serial Murder Case (1983) y películas de terror de Dario Argento. The Girl Who Stands Behind fue rehecho para la Super Famicom en 1998 y distribuida a través de Nintendo Power cartuchos flash. Una tercera entrada de la serie, "BS Tantei Club: Yuki ni Kieta Kako", estuvo disponible brevemente a través de Satellaview en 1997.
Los remakes de ambos juegos fueron desarrollados por Mages y lanzados para la Nintendo Switch en todo el mundo en mayo de 2021. Los juegos fueron localizados en inglés, marcando la primera vez que la duología se lanzó fuera de Japón.

## Jugabilidad
En "Famicom Detective Club", el jugador elige comandos de un menú como "Preguntar", "Examinar", "Tomar", "Mostrar" y "Ir" para interactuar. con el entorno y los personajes. El diálogo de personaje se muestra en un cuadro de mensaje en la parte inferior de la pantalla. Los comandos solo se enumeran en situaciones en las que se pueden usar. Algunos comandos como "Examinar" o "Tomar" colocan un cursor sobre la escena que el jugador puede dirigir a un elemento o área para interactuar. En ciertos puntos de la historia, se le pide al jugador que responda preguntas y debe desplazarse por las letras para escribir una respuesta. El jugador puede guardar su progreso para volver al juego más tarde cuando la opción esté listada en el menú de comandos.

## Trama

### The Missing Heir
La historia comienza con un hombre llamado "Amachi" que descubre al protagonista caído en el suelo cerca de un acantilado. El protagonista descubre que ha perdido la memoria y, después de recuperarse, vuelve a visitar el acantilado y conoce a una joven llamada Ayumi Tachibana. Se entera de Ayumi que es un ayudante de detective que investiga la muerte de Kiku Ayashiro, y se dirige a la finca cercana de Ayashiro ubicada en la aldea de Myoujin. La familia Ayashiro posee una gran parcela de tierra que se transmite de generación en generación, pero hay un dicho extraño en la aldea de que los muertos volverán a la vida para matar a cualquiera que intente robar el tesoro de la familia Ayashiro. Mientras el protagonista investiga la misteriosa muerte de Kiku Ayashiro, descubre la aterradora conexión entre este dicho y los asesinatos en serie que tienen lugar.

### The Girl Who Stands Behind
El segundo juego es una precuela.
La narrativa del juego presumiblemente tiene lugar en el Japón actual. La mayor parte de la historia tiene lugar en una ciudad suburbana, donde se encuentra la escuela secundaria Ushimitsu. Muy cerca se encuentra una galería en el centro de la ciudad, que alberga una estación de metro, un club nocturno y un bar; el jugador también llegará al "Sambora Bar & Saloon" en un pueblo cercano, al que se puede contactar en el juego mediante el número de teléfono "007-1234". La casa de Ryoko está en este mismo pueblo. También se visitan la casa de Yoko y los apartamentos de Tazaki y Goro. La antigua residencia Kaneda y el snack bar también estaban en este mismo pueblo. Cuando el protagonista necesite buscar a Ayumi, deberá visitar el pequeño pueblo pesquero de Marufuku, la madre de Tazaki.
La escena del prólogo muestra una noche de otoño "hace 3 años": un niño de 15 años (el protagonista del juego) que huye de dos policías. Un hombre, respetado por la policía, decide hacerse cargo de la situación por sí mismo. El hombre lleva al niño a un café; el niño se escapó de su orfanato para encontrar el paradero de sus padres. El hombre, un detective privado llamado Shunsuke Utsugi, lo convence de convertirse en su asistente.
Una escena cuenta que "unos meses después", Utsugi y el protagonista reciben una llamada telefónica para revisar la escena del crimen; esto comienza el Capítulo 1. La víctima es una estudiante de primer año llamada Yoko Kojima. Se estima que la hora de su muerte será entre las 9 y las 10 p. m. el 10 de octubre. A lo largo del Capítulo 1, Capítulo 2 y Capítulo 3, el protagonista deberá recopilar información de la escuela secundaria Ushimitsu para resolver el caso de Yoko y conectarlo con Genjiro Caso Kaneda. Yoko estaba inmersa en una investigación sobre "El cuento de la chica que se queda atrás"; este rumor involucra al fantasma de una niña empapada de sangre que está detrás de un estudiante.
La historia de "La chica que se queda atrás" se originó hace 15 años, cuando una colegiala de Ushimitsu, Shinobu Asakawa, desapareció. Esto fue más o menos al mismo tiempo que el asesinato de Genjiro Kaneda; el plazo de prescripción de ese caso expiraría pronto. En el Capítulo 4, el jugador aprenderá más antecedentes sobre la historia de fantasmas. La Sra. Hayama, maestra de la escuela, admite al protagonista que ella inició el rumor. En la noche del asesinato de Kaneda, el entonces estudiante de segundo año fue a la escuela a buscar algunos deberes olvidados, pero vio a "La chica que se queda atrás".
En el Capítulo 5, Hayama confirma al pasar por el edificio de la vieja escuela durante la noche que vio a "La chica que se queda atrás", pero la pared estaba sin terminar. Durante la conversación, el protagonista ve a Tazaki escuchando a escondidas. Intenta perseguirlo pero falla. Después de que regresa a la agencia de detectives, Ayumi le da una taza de café que lo deja inconsciente. Mientras esto sucede, el juego vuelve a los eventos anteriores.
Cuando recupera la conciencia en el Capítulo 6, se da cuenta de que Ayumi drogó su café; una carta de Ayumi dice que ella misma fue a buscar a Tazaki. Luego, el juego lo muestra buscando a través de una ciudad y terminando en una galería del centro. Finalmente, termina desde el apartamento de Tazaki hasta el pueblo de su madre, y finalmente por un acantilado, donde Ayumi es rehén de un Tazaki inestable. Amenaza con matarla, pero luego se rinde. Confiesa su falsa coartada y habla de su pasado. En el Capítulo 7, el protagonista hace que el altruista Urabe admitiera que mintió sobre la coartada de Tazaki, pero no mostró arrepentimientos. El protagonista encontrará que muchos estudiantes y profesores, especialmente el Sr. Hibino, respetan a Urabe como un excelente educador.
El Capítulo 8 y el Capítulo 9 proporcionan información general sobre Shinobu, Urabe y Goro. El protagonista nota un retrato de Shinobu en la escuela; el pintor, Ryoko Katsuragi, le cuenta al protagonista sobre la personalidad de Shinobu. Yoko y Shinobu también eran primos. Cuando el protagonista llega al apartamento de Goro, el juego presenta una escena en la que Goro es asesinado. El protagonista se da cuenta de que Goro era el hombre con el que Urabe pasaba el rato en la galería. Sostenía un bolígrafo con las iniciales "T.U."; coinciden con las iniciales de Teruhiko Uchida y Tadashi Urabe.
El Capítulo 10 elabora más sobre el amigo de Shinobu, cuyo apellido era Uchida. Sayaka Ishibashi le dice al protagonista que el chico Uchida era de hecho el hijo de Teruhiko, Tatsuya. Este chico más tarde resulta ser Tatsuya Hibino. Hibino le cuenta al protagonista cómo desarrolló su relación padre-hijo con Urabe. También muestra su extremo resentimiento hacia los Kanedas. No tiene coartada para el asesinato de Goro, pero hace un berrinche cuando el protagonista considera a Urabe un sospechoso.
El Capítulo 11 constituye el capítulo final de la narrativa del juego. Al conversar con Hayama, el protagonista se da cuenta de que Urabe nunca estuvo en un viaje de negocios, como afirmó antes. Cuando fue a la escuela la noche del asesinato de Kaneda, a través de la ventana del edificio de la vieja escuela vio a la niña ensangrentada; probablemente era Shinobu. Tazaki revela que esa noche efectivamente estaba enluciendo la pared del edificio de la vieja escuela, pero se tomó un descanso. A la mañana siguiente, parecía que alguien había usado sus herramientas.
De vuelta en la agencia de detectives, un informante resentido llama para decir que el "rufián" estaba en la escuela. Ayumi estaba tomando una prueba de maquillaje para Hibino antes de salir a la calle para encontrarse con el protagonista. Los tres atraviesan la puerta de la oficina de Urabe y al jugador se le muestra una visión del Urabe suicida. Urabe había dejado una carta de suicidio; en él, confiesa como el asesino en serie.
La siguiente escena revela al destrozado Hibino como el asesino en serie. Durante las escenas de flashback, Hibino hace confesiones detalladas de sus asesinatos. Después de confesar sobre Genjiro, Shinobu, Goro y Yoko, intenta cortar al protagonista acorralado y a Ayumi en el pasillo con el espejo gigante. En cambio, termina apuñalando el espejo y rompiéndolo en pedazos. Revela el cadáver de Shinobu; cuando llegan la policía, Maruyama y Utsugi, Ayumi se desmaya.
Después de las revelaciones culminantes, el juego se reduce a la agencia; Utsugi y el protagonista discuten sus hallazgos. Luego, Utsugi presenta a Ayumi como su asistente oficial. Cuando el protagonista le pregunta a Utsugi sobre el "T.U." bolígrafo, no responde por qué no decía "T.H." en su lugar, pero él y Ayumi salen a comer, dejando atrás al protagonista. La pantalla se vuelve negra, y se revela que Hibino fue el hijo de Urabe todo el tiempo; habiendo perdido a su esposa después de que ella dio a luz a Hibino, Urabe confió su hijo a sus amigos, el Sr. y la Sra. Uchi.da. El "T.U." Luego se revela que las iniciales en el bolígrafo no están dirigidas a Tatsuya Hibino, sino a Tatsuya Urabe, su hijo.
Una vez que aparecen los créditos, el juego entra en su epílogo, "dos años después". Zenzou Tanabe llama a la Agencia de Detectives Utsugi a su Pueblo Myojin. El protagonista sale al pueblo dejando atrás a Ayumi. La trama del juego continuaría en Famicom Tantei Club: The Missing Heir; este juego es cronológicamente una precuela del primer juego de la serie.

## Desarrollo

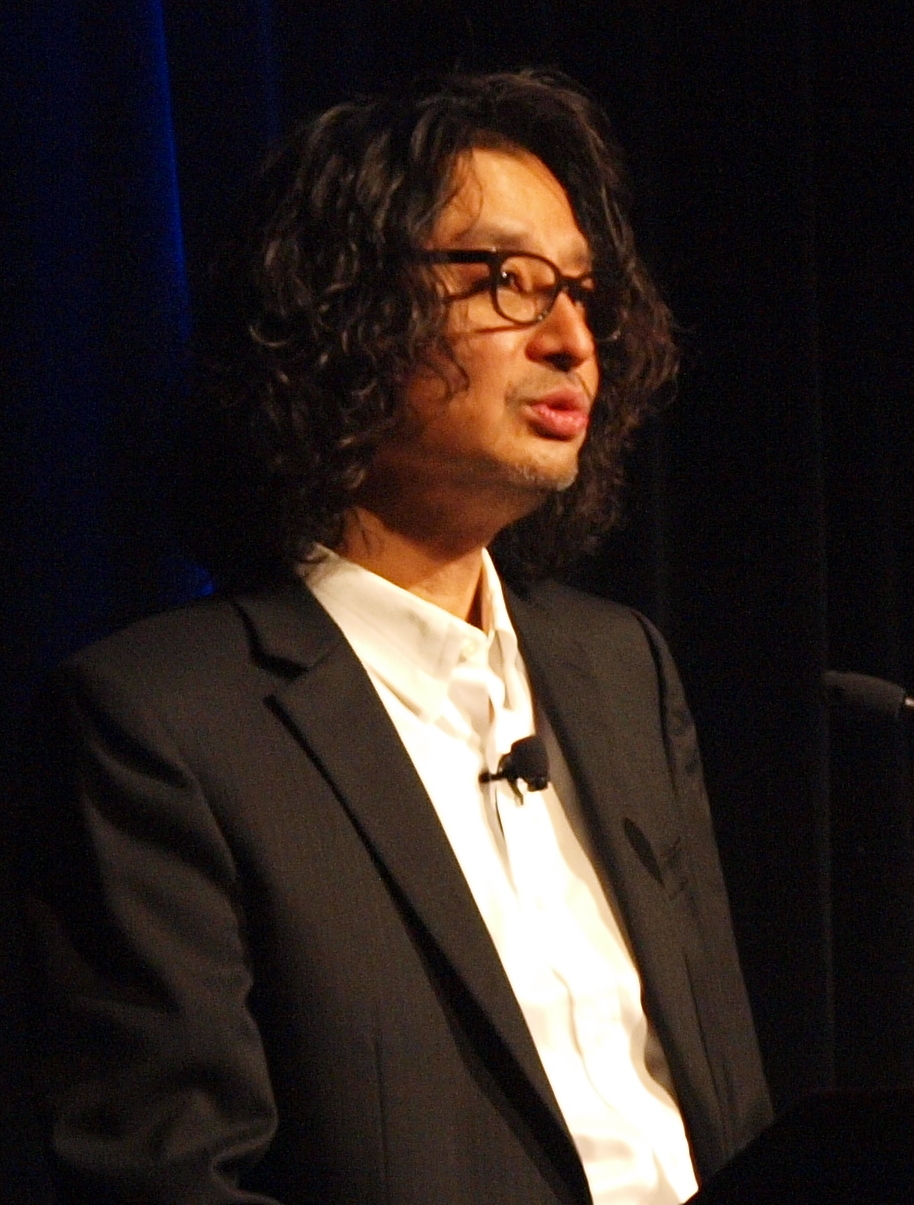
El escritor Yoshio Sakamoto en 2010

La duología fue escrita por Yoshio Sakamoto. Los juegos fueron su primera experiencia con la escritura de escenarios, y lo considera un punto de inflexión en su carrera. Sakamoto más tarde se haría más conocido por su trabajo en la serie Metroid.
El desarrollo de los juegos comenzó cuando Gunpei Yokoi le pidió a Sakamoto que desarrollara un juego titulado "Famicom Shōnen Tanteidan" (Famicom Youth Detective Group) con otra compañía. El juego finalmente se convertiría en "Famicom Detective Club". Solo se le dio el título como base, Sakamoto se inspiró en The Portopia Serial Murder Case (1983) para convertirlo en un juego de aventuras basado en texto con una historia ajustada. Al principio del desarrollo, Sakamoto trabajó anteriormente en el simulador de citas Nakayama Miho no Tokimeki High School (1987), que tuvo un desarrollo problemático debido a la participación de Miho Nakayama y al uso de la red  Disk Fax. Sakamoto se aseguró de evitar esas frustraciones al desarrollar Famicom Detective Club.
Antes de que el desarrollo comenzara en serio, Sakamoto escribió el escenario en forma de libro y lo compartió con el personal. Sakamoto explicó en una entrevista retrospectiva que para juegos con historias profundas como los juegos de aventuras, generalmente es mejor comenzar el desarrollo con la historia como raíz. Considera los juegos un homenaje al cineasta de terror italiano Dario Argento. Reflexionando sobre sus primeros días en Nintendo, Sakamoto dijo que "quería crear cosas de la misma manera que Argento". The Girl Who Stands Behind se inspiró en el método de Argento de conectar música e imágenes en Deep Red (1975), la película favorita de Sakamoto. Sakamoto no usó mucho de novela de detectives como inspiración excepto Inugamike no Ichizoku y Akuma no Temari Uta, ambos de Seishi Yokomizo.

## Lanzamiento
Famicom Detective Club se lanzó originalmente para Family Computer Disk System en cuatro discos. The Missing Heir  fue lanzado en dos discos el 27 de abril y el 14 de junio de 1988. The Girl Who Stands Behind también se publicó en dos discos el 23 de mayo y el 30 de junio de 1989.

### Relanzamientos
The Girl Who Stands Behind fue rehecho para la Super Famicom y lanzado a través del servicio de cartucho flash Nintendo Power en abril de 1998. El remake presenta nuevos gráficos y sonido, y agrega una función de nota que permite a los jugadores revisar información sobre los personajes de la historia. En noviembre de 2000, Nintendo Online Magazine informó que The Girl Who Stands Behind era el séptimo juego de Super Famicom más popular de los 163 disponibles para el servicio Nintendo Power. Los fans lanzaron un parche de traducción para esta versión en 2004.
La duología original del Disk System fue relanzada para Game Boy Advance en agosto de 2004 en forma emulada. Fueron lanzados como dos carros de juegos separados entre diez en total en la tercera ola de lanzamientos de la serie Famicom Mini. Ambos juegos estuvieron entre los cinco de ese grupo que alcanzaron los diez primeros en ventas de Japón durante la semana de lanzamiento. Las escenas de asesinato y fumar en The Girl Who Stands Behind resultaron en una calificación de contenido de CERO 15 (CERO C), lo que lo convierte en el primer título de Nintendo en recibir esa calificación después de que CERO se fundara dos años antes.
The Missing Heir ha sido relanzado en la Virtual Console de Wii, the Wii U eShop, y la eShop de Nintendo 3DS. La versión Disk System de  The Girl Who Stands Behind  fue lanzada en Wii y 3DS, pero no Wii U. El remake de Super Famicom fue lanzado en las tres plataformas.

### Remake de 2021
En septiembre de 2019, Nintendo anunció que los dos juegos de Famicom Detective Club estaban siendo rehechos para Nintendo Switch. Los remakes fueron desarrollados por Mages con la supervisión del personal de Nintendo que desarrolló los originales. Los juegos cuentan con nuevos gráficos, música y la adición de diálogos de voz. Originalmente planeado para un lanzamiento de 2020, en octubre de 2020 se retrasaron hasta 2021. En febrero de 2021, Nintendo anunció una fecha de lanzamiento del 14 de mayo de 2021 y que las localizaciones en inglés se lanzarían en la misma fecha en todo el mundo marcando su primer lanzamiento fuera de Japón. Los juegos se vendieron individualmente y en paquete. Una edición de coleccionista en Japón incluye ambos juegos, un libro de arte, banda sonora y otros coleccionables.
Los remakes de Switch cuentan con actuación de voz, a diferencia de los originales.
- Megumi Ogata como Taro Ninten, el protagonista
- Yuko Minaguchi como Ayumi Tachibana[35]
- Akio Otsuka
- Riki Kagami
- Taiten Kusunoki
- Michitaka Kobayashi
- Yū Kobayashi
- Tomokazu Sugita
- Atsuko Tanaka
- Shigeru Chiba
- Ben Hiura
- Shin-ichiro Miki

## Recepción
La duología del Famicom Detective Club recibió una acogida positiva por parte de la crítica japonesa. La recepción pública también fue positiva; los lectores de Famimaga votaron en una encuesta para darle a The Missing Heir una puntuación de 19.30 sobre 25 y The Girl Who Stands Behind una puntuación de 20,90 sobre 25. Ayu Uzuki de Yuge consideró The Missing Heir como una "obra maestra" de los juegos de aventuras, alabando la construcción del mundo Seishi Yokomizo. Uzuki también notó que la atmósfera en The Girl Who Stands Behind era diferente al juego anterior, pero elogió su ambiente escolar familiar por ser aterrador. Revisando en 2016, Den Faminico Gamer llamó The Girl Who Stands Behind un pionero en las historias de fantasmas escolares antes de obras como la novela y la serie de películas Gakkō no Kaidan.
Al interpretar una traducción de fans del remake de Super Famicom, VentureBeat quedó impresionado y destacó los gráficos de estilo anime, los esquemas de color y la misteriosa banda sonora.

## Legado
Un tercer juego de la serie, BS Tantei Club: Yuki ni Kieta Kako, (BS探偵倶楽部 雪に消えた過去?  lit. BS Detective Club: Lost Memories in the Snow) 
fue lanzado por Nintendo en febrero de 1997 para Satellaview, un módem satélite periférico para Super Famicom. El juego se transmitió en tres capítulos; el primero del 9 al 15 de febrero, el segundo del 16 al 22 de febrero y el último del 23 de febrero al 1 de marzo. El jugador asume el papel de Ayumi Tachibana investigando un asesinato para demostrar la inocencia de su madre. Debido a las capacidades técnicas de Satellaview, el juego apoyó la actuación de voz y protagonizó a Yūko Minaguchi como Ayumi.

Ayumi Tachibana aparece como un trofeo coleccionable en Super Smash Bros. Melee (2001). De acuerdo al director de la serie Super Smash Bros., Masahiro Sakurai, Ayumi fue en un momento considerada como una luchadora para Melee.